# Túathalán
Túathalán (mort en 747) est un abbé de Cennrigmonaid du VIIIe siècle. 
Il est uniquement connu par son  obituaire dans les Annales d'Ulster. Cennrigmonaid, littéralement « tête (i.e. chef-lieu) des pâturages royaux », est le site associé avec le futur Saint Andrews, et il est probable qu'il s'agit de l'ancien nom du lieu. 
Túathalán est le premier religieux associé avec un l'établissement d'un sanctuaire ecclésiastique à cet endroit, et l'obiit de Túathalán
constitue la première mention de l’existence d'une église en cet endroit et du lieu lui-même. L'église à vraisemblablement été fondée au milieu du VIIIe siècle par Óengus Ier mac Fergusa, roi des Pictes, bien que le roi Nechtan mac Der-Ile peut être également à l'origine de cette fondation. Túathalán dans ce cas doit avoir été le premier abbé de l’établissement. Qui était sans doute ne relation avec l'abbaye d'Hexham. Cette dernière était un monastère dont les écrits démontrent une bonne connaissance des Pictes, et qui s'impliquera plus tard dans la fondation de St Andrew.

## Sources
- (en) Alan Orr Anderson, Scottish Annals from English Chroniclers: AD 500–1286, (London, 1908), republished, Marjorie Anderson (ed.) (Stamford, 1991)
- (en) Kathryn Forsyth, "Evidence of a Lost Pictish source in the Historia Regum Anglorum of Symeon of Durham", in Simon Taylor (ed.) Kings, Clerics, and Chronicles in Scotland, 500-1297: Essays in Honour of Marjorie Ogilvie Anderson on the Occasion of Her Ninetieth Birthday, (Dublin, 2000), pp. 19–32; Appendix by John Koch, pp. 33–4
- (en) Alex Woolf, "Onuist son of Uurguist:Tyrannus Carnifex or a David for the Picts", in David Hill & Margaret Worthington (eds.), Æthelbald and Off, Two Eighth-Century Kings of Mercia: Papers from a Conference held in Manchester in 2000, (Manchester, 2005), pp. 35–42.